# Cocchio

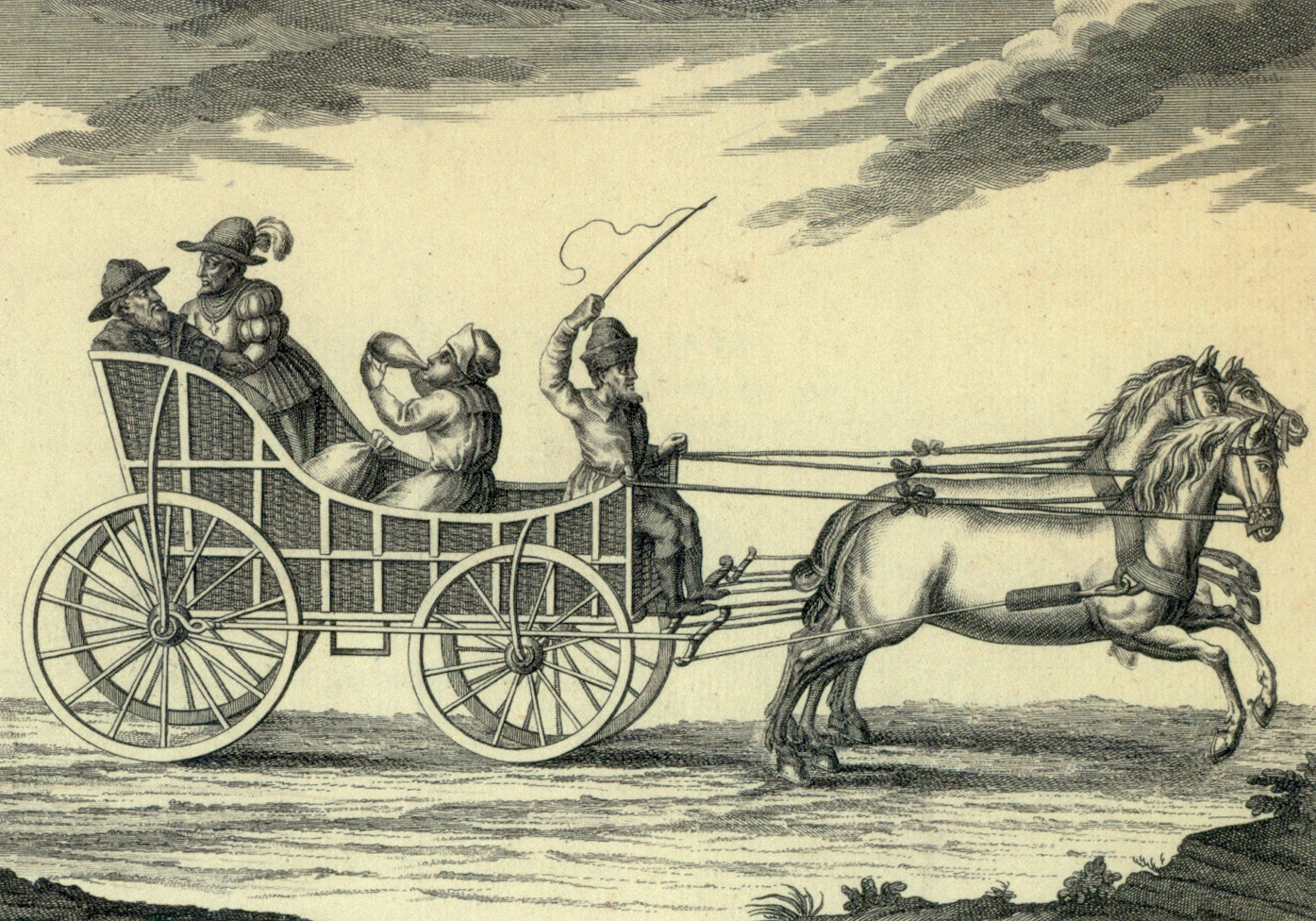
Cocchio ungherese (1568)

Il cocchio è un tipo di carrozza trainata solitamente dai cavalli, i cui primi esemplari furono costruiti nel XV secolo nella città ungherese di Kocs, da cui poi si diffusero in Italia, Germania e in Francia. 
L'etimologia risale appunto all'ungherese kocsi (nel senso della città di Kocs) e dallo stesso termine sono nate anche l'inglese coach (usato oggi anche per indicare un allenatore, nel senso di colui che 'traina' un discepolo verso una prova), il tedesco Kutsche, gli spagnolo e portoghese coche e varie altre; nella lingua spagnola il termine coche è oggi diventato il nome di maggior utilizzo per indicare l'automobile. 

## Origini
I primi modelli presentavano un cassone scoperto (cioè senza protezione per gli occupanti), sospeso su quattro supporti ad archi metallici, fissati all'esterno e lateralmente sui perni delle ruote; in questo modo si otteneva un primo accenno di sospensioni. 
Una volta giunto in Italia, il modello cambia radicalmente: la cassa diventa più ristretta, coperta da superfici di cuoio, e si introducono i due ingressi laterali.